# Нижнее Альмурзино
Ни́жнее Альму́рзино (тат. Түбән Әлморза) — село в Алькеевском районе Республики Татарстан, в составе Юхмачинского сельского поселения.

### Климат
Климат в селе умеренно-континентальный, Dfb по классификации Кёппена. Средняя температура воздуха — 5,2 °C, среднегодовое количество осадков — 629 мм.

## История
В «Списке населенных мест по сведениям 1859 года», изданном в 1866 году, населённый пункт упомянут как казённая деревня Нижнее Альмурзино 2-го стана Спасского уезда Казанской губернии. Располагалась при речке Юхмачке, по левую сторону коммерческого Самарского тракта, в 66 верстах от уездного города Спасска и в 35 верстах от становой квартиры в казённой деревне Базарные Матаки. В деревне в 97 дворах жили 727 человек (349 мужчин и 364 женщины). Была мечеть.

## Население
| 1782 | 1859 | 1897 | 1908 | 1920 | 1926 | 1938 | 1949 | 1958 | 1970 | 1979 | 1989 | 2002 | 2015 |
| ---- | ---- | ---- | ---- | ---- | ---- | ---- | ---- | ---- | ---- | ---- | ---- | ---- | ---- |
| 76   | 624  | 1042 | 1262 | 1491 | 904  | 793  | 452  | 760  | 823  | 700  | 440  | 348  | 210  |

Национальный состав села:татары – 79%, русские – 20%.

## Инфраструктура
Магазин. В селе 4 улицы. Имеется подъезд к автодороге регионального значения Алексеевское — Высокий Колок.